# Трун, Себастьян
Себастьян Трун (нем. Sebastian Thrun; родился в 1967 г., Золинген, Германия) — профессор компьютерных наук в Стэнфордском университете и бывший директор Стэнфордской лаборатории искусственного интеллекта (SAIL). Трун руководил разработкой роботизированного автомобиля Stanley, который выиграл DARPA Grand Challenge в 2005 году. Его команда также разработала автомобиль Junior, который занял второе место на DARPA Urban Challenge в 2007 году.
Трун также известен своей работой в области вероятностных методов программирования в области робототехники.

## Биография
Получил Vordiplom (степень ассоциата) в области информатики, экономики и медицины в Университете города Хильдесхайм в 1988 году. В Боннском университете получил Diplom (степень магистра) в 1993 году; а в 1995 году — защитил кандидатскую диссертацию (диплом с отличием) в области компьютерных наук и статистики.
В 1995 году присоединился к департаменту компьютерных наук в Университете Карнеги-Меллона (CMU). В 1998 году стал доцентом и содиректором лаборатории машинного обучения в CMU. В 2001 году провел академический год в Стэнфордском университете. Он покинул CMU в июле 2003 года, чтобы стать профессором Стэнфордского университета — и в январе 2004 года был назначен директором SAIL. С 2007 года профессор компьютерных наук и электротехники Стэнфорда. Также является сотрудником Google и работал над развитием проекта беспилотного автомобиля Google. В 2012 году он стал сооснователем образовательной организации Udacity.

## Награды
В знак признания его вклада, в возрасте 39 лет Себастьян был избран в Национальную инженерную академию США, а также в Германскую академию наук Леопольдина в 2007 году.
В 2011 году Трун получил Исследовательскую премию имени Макса Планка .
В 2011 году Fast Company выбрала Труна пятым среди самых креативных людей в мире бизнеса.
В 2012 году Себастьян Трун был отмечен газетой The Guardian как человек, внёсший существенный вклад в развитие открытого Интернета.